# بخش کنعان (شهرستان وین، اوهایو)
بخش کنعان (به انگلیسی: Canaan Township) یک منطقهٔ مسکونی در ایالات متحده آمریکا است که در شهرستان وین، اوهایو واقع شده‌است.
 بخش کنعان ۹۵٫۸ کیلومتر مربع مساحت و ۴٬۷۳۶ نفر جمعیت دارد و ۳۱۰ متر بالاتر از سطح دریا واقع شده‌است.